# حاجی‌آباد (شمیرانات)
حاجی‌آباد از روستاهای دهستان رودبار قصران بخش رودبار قصران شهرستان شمیران استان تهران ایران است. این روستا در ابتدا توسط حاج علی اکبر حسن لاریجانی تأسیس شد و سپس اقوامی دیگر از سایر مناطق به آنجا مهاجرت کردند

## جمعیت
جمعیت این روستا بر اساس سرشماری سال ۱۳۸۵ حدود ۱۴۶ نفر در ۴۵ خانوار بوده‌است. که قطعاً تا کنون تغییر یافته‌است.